# 特例操作
特例操作（とくれいそうさ）は、洪水調節を行うダムにおいて、想定された計画洪水量を超える洪水が発生し、このままではダム水位がサーチャージ水位（洪水時にダムが洪水調節をして貯留する際の最高水位）を越えると予想されるときに行われるダム操作で、最終的には流入量と同量の放流を行うものである。報道機関等では緊急放流（きんきゅうほうりゅう）と呼ばれることも多い。
元々は、各ダムの操作規則において操作の対象となる条件が通常「ただし、気象、水象その他の状況により特に必要と認める場合」として規定されているため、ただし書き操作（ただしがきそうさ）と呼ばれていたが、2011年（平成23年）に国の通達により呼称が変更されており、従来のただし書き操作（異常洪水時防災操作・特別防災操作）に加え、河川環境の維持のための放流（いわゆる「フラッシュ放流」）を併せて「特例操作」と称することとなった。
また、予備放流・洪水調節等と合わせて「防災操作」（ぼうさいそうさ）と総称される。

## 操作の手順
特例操作（異常洪水時防災操作）に至る手順の一例を示す。
1. 洪水調節を行っている際に、ダム水位が近くサーチャージ水位（洪水時満水位）に到達することが見込まれる状態（一般に、ダム水位がサーチャージ水位の70% - 80%に達し、流入量が放流量を上回りつづけている状態）になったことを確認する。
2. 関係機関（自治体や水防団、ダム下流で渡河する路線を有する鉄道会社など）および住民に、特例操作を行う可能性があることを予告する。
3. ダム管理事務所から管理者（都道府県営ダムであれば都道府県知事（実際には土木・防災部門を所管する部局の長））に対し、特例操作を行ってよいかどうかの伺いを行い、管理者の承認を得る。
4. 関係機関および住民に、ダム水位が特例操作開始水位（洪水調節容量の8割程度に相当する水位）に到達した際には特例操作を開始する旨の通知を行う。
5. 特例操作に移行する。放流量を洪水調節時の放流量から、流入量を上回らない量まで次第に増加させ（ダム水位はサーチャージ水位近くまで上昇する）、以後は流入量と同量の放流量を保つ。（特例操作開始水位まで到達しなければ、特例操作に移行しない場合もある）
6. 流入量が下がりはじめ、流入量（=放流量）が洪水調節時の放流量にまで下がったら、洪水調節後におけるダム水位の低下の操作に準じた放流に移行する。（特例操作終了）

## 課題
異常洪水時防災操作等による水位の急激な上昇を回避するため、異常洪水時防災操作等に移行する前の放流による回避が考えられるが、次のような課題がある。
1. 下流河川の流下能力による制約
  - 下流河川の流下能力には限界があるためダム流下量（放流量）の制約を受ける[2]。
  - 平成30年7月豪雨により甚大な被害を受けた肱川では下流の堤防整備や暫定堤防の嵩上げなどが実施されることになっている[2]。
2. ダムの放流能力による制約
  - 貯水位が低い段階では、放流に利用できる放流管はダム下部の放流能力が小さい放流管等に限られる[2]。また、貯水位が低い段階では水圧が低いため流量が小さくなる[2]。そのためダムの放流設備の新設・増設・改良が必要になる[2]。
  - 長安口ダムでは放流設備（洪水吐）の増設、鹿野川ダムでは放流設備（トンネル洪水吐）の新設が実施された[2]。

また、気象予測に基づく防災操作（洪水調節）も考えられるが、次のような課題がある。
1. 降雨量・ダム流入量の予測値と実測値の乖離
  - 平成30年7月豪雨における野村ダムでは毎時雨量予測が行われたが予測値と実測値の乖離がみられた[2]。
2. 早期の異常洪水時防災操作への移行の課題
  - ダムへの流入量が精度よく予測でき、早期に異常洪水時防災操作へ移行することも考えられるが、水位の上昇が早まるため早めの避難が必要になる[2]。
  - 実際のダムへの流入量が予測を下回った場合には回避できたはずの浸水被害が発生するおそれがある[2]。

## ゲートレスダムにおける非常用洪水吐からの放流
放流量の調節機能を持たない常用洪水吐を有する自然調節方式による洪水調節を行うゲートレスダム（穴あきダム）においては、放流操作というものが存在しないため、特例操作も発生しない。しかし、想定された計画洪水量を超える洪水が発生し、ダム水位がサーチャージ水位を越えたときは、非常用洪水吐からの放流が始まり、放流量はそれまでの量から流入量と同量まで急激に増加するため、下流住民に対してはゲートダムの特例操作と同様の危険が発生することになる。そのため、関係機関および住民には、非常用洪水吐からの放流の可能性の予告や通知を、特例操作の場合と同様に行う。

## 特例操作の実例
平成25年台風第18号
天ヶ瀬ダムで完成後初めてのクレストゲート4門開放による毎秒1,000トンの放流を実施。これにともない宇治川が氾濫危険水位に達し、流域の26,700世帯・62,000人に避難指示を発令。
日吉ダム（淀川水系桂川、京都府）で緊急放流を実施した。嵐山や伏見区で氾濫した。
平成30年7月豪雨（2018年）
野村ダム（肱川水系肱川、愛媛県）と鹿野川ダム（同）は満水に近づき、7月7日午前6時20分に異常洪水時防災操作を行った。放流直前に西予市と大洲市は避難指示を出し、サイレン等による警告も行われたが、西予市野村地区では肱川が氾濫、約650戸が浸水し5人が死亡した。この件について、国土交通省は情報伝達に課題があったことを認め改善する方針を示した。ダムに対する過信を指摘する報道もある。
なお、日吉ダムでも異常洪水時防災操作を実施している。止水板を付けたり川底を掘ったりして流量を増やしたおかげか無事だった。
令和元年東日本台風（台風19号、2019年）
台風の接近と通過に伴い関東地方北部や東北地方・甲信越地方にかけての広い範囲で記録的な豪雨となり、以下のダムで異常洪水時防災操作を実施した。
- 横川ダム（太田川水系太田川、福島県）
- 高の倉ダム（新田川水系水無川、福島県）
- 高柴ダム（鮫川水系鮫川、福島県）
- 竜神ダム（久慈川水系竜神川、茨城県）
- 塩原ダム（那珂川水系箒川、栃木県）
- 城山ダム（相模川水系相模川、神奈川県）
- 美和ダム（天竜川水系三峰川、長野県）

また、真野ダム、川治ダム、川俣ダム、宮ヶ瀬ダム、二瀬ダム、草木ダム、下久保ダムでも異常洪水時防災操作の予告が行われたが、実際の操作には至らなかった。
令和元年10月25日の大雨（2019年）
高の倉ダムで緊急放流を実施した。 また、亀山ダムや高滝ダムで緊急放流の予告があったが、行わなかった。
令和3年8月の大雨（2021年）
8月11日から停滞する秋雨前線の影響により線状降水帯が形成されたことで西日本各地で記録的な豪雨を記録し、各所で土砂災害や河川の氾濫が発生。以下のダムで異常洪水時防災操作が行われた。また、この緊急放流により六角川流域の武雄市では越水が確認された。
- 矢筈ダム（六角川水系六角川、佐賀県）
- 亀川ダム（亀川水系亀川、熊本県）
- 厚東川ダム（厚東川水系厚東川、山口県）

また、本部ダム、日ノ峯ダムでも異常洪水時防災操作の予告が行われたが、ダムへの流入量が減ったことで実際の操作には至らなかった。